# 잰더 버클리
알렉산더 하퍼 "잰더" 버클리(영어: Alexander Harper "Xander" Berkeley, 1955년 12월 16일 ~ )는 미국의 배우다.

## 출연작품

### 드라마
- 24
- 엠에이에스에이치 (M*A*S*H)
- 카그니 앤드 레이시 (Cagney & Lacey)
- 레밍턴 스틸 (Remington Steele)
- 마이애미의 두 형사 (Miami Vice)
- 문라이팅 (Moonlighting)
- 에이팀 (The A-Team)
- 엑스파일 (The X-Files)
- CSI과학수사대
- ER (텔레비전)
- 로앤오더 (Law & Order)

### 영화
- 터미네이터 2 (Terminator 2: Judgment Day)
- 어퓨굿맨 (A Few Good Men)
- 캔디맨 (Candyman)
- 아폴로 13 (Apollo 13)
- 라스베가스를 떠나며 (Leaving Las Vegas)
- 가타카 (Gattaca)
- 에어 포스 원 (Air Force One)
- 스폰 (Spawn)
- 아미스타드 (Amistad) - 하몬드 역
- 가타카 (Gattaca) - 라마르 역
- 피닉스 ( phenix)
- 윈첼 (Winchell) - 게브로 역
- 네트 포스 (Netforce)
- 벚꽃 동산 (The Cherry Orchard) - 예피호도브 역
- 배트맨 비욘드 - 시리즈 (Batman Beyond)
- 상하이 눈 (Shanghai Noon)
- 타임코드 (Timecode)
- 더 록 (The Rock)
- 테이큰 (Taken)
- 유니버셜 솔저 - 그 두 번째 임무
- 복수자 - 말로리 상사 역
- 샷
- 시티 오브 라이즈
- 프라우드 메리 - 삼촌 역
- 다크 앤드 위키드 - 프리스트 역